# Conde de Almeida Araújo
Conde de Almeida Araújo é um título nobiliárquico criado por D. Carlos I de Portugal, por Decreto de 18 de Junho de 1901, em favor de Joaquim Palhares de Almeida Araújo, antes 1.° Visconde de Almeida Araújo.
Titulares
1. Joaquim Palhares de Almeida Araújo, 1.° Visconde e 1.° Conde de Almeida Araújo.

Após a Implantação da República Portuguesa, e com o fim do sistema nobiliárquico, usaram o título: 
1. Carlos Augusto de Azevedo Franco de Almeida Araújo, 2.° Conde de Almeida Araújo;
2. Alberto Augusto de Azevedo Franco de Almeida Araújo, 3.° Conde de Almeida Araújo;
3. Alberto Carlos Correia de Almeida Araújo, 4.° Conde de Almeida Araújo.